# Beaver (Washington)
Beaver (más néven Pleasant vagy Tyee) az Amerikai Egyesült Államok északnyugati részén, Washington állam Clallam megyéjében elhelyezkedő önkormányzat nélküli település.
A posta egykor Beaver Campben működött, azonban Tyee gyorsabban növekedett, így a hivatalt oda költöztették. 1957-ben javaslatot tettek Tyee Beaverre való átnevezésére.

## Éghajlat
A település éghajlata óceáni (a Köppen-skála szerint Cfb).